# Arven (film fra 1951)
 For alternative betydninger, se Arven (flertydig). (Se også artikler, som begynder med Arven)
Arven er en dansk kortfilm fra 1951 instrueret af Sten Jørgensen.

## Handling
En kulturel landbrugsfilm, hvor handlingen er bygget over et aktuelt landbrugsproblem. Omdrejningspunktet er den fællesskabsånd, som har fulgt den danske bonde op gennem tiderne. Første del handler om livet i en landsby før stavnsbåndets ophævelse. Anden del om tiden efter, de nye jordlove er blevet ført ud i livet og højskolebevægelsen har vundet frem. Sidste del beskæftiger sig med nutiden: andelsbevægelsen, mekanisering af landbruget, rationalisering og modernisering. Filmens hovedperson, en ung gårdejer, er sig selv nok. Men det viser sig, da det er ved at gå galt for ham, at det er fællesskabsånden fra gamle dage, der bliver afgørende for hans liv.

## Medvirkende
- Kjeld Jacobsen, Lars Nygaard
- Ruth Brejnholm, Bodil Bonde
- Harald Petersen, Ove Clausen